# Голинцев, Павел Дмитриевич
Павел Дмитриевич Голинцев (1914 год, село Зимовье, Томская губерния — дата и место смерти не известны) — председатель колхоза «Заветы Ильича» Бородулихинского района Семипалатинской области, Казахская ССР. Герой Социалистического Труда (1948).

## Биография
Родился в 1914 году в крестьянской семье в селе Зимовье Томской губернии (ныне — Черепановский район Новосибирской области).
В 1934 году переехал в Семипалатинскую область, где устроился трактористом в колхоз «Заветы Ильича» Бородулихинского района. В 1936 году окончил бухгалтерские курсы, после чего работал бухгалтером. В 1942 года председатель колхоза «Заветы Ильича». В 1943 году вступил в ВКП(б).
В 1947 году колхоз «Заветы Ильича» собрал в среднем по 14,8 центнеров зерновых с каждого гектара вместо запланированных 9 центнеров. На отдельном участке площадью 66 гектаров было собрано по 31 центнеров яровой пшеницы с каждого гектара. За эти выдающиеся трудовые достижения был удостоен в 1948 году звания Герой Социалистического Труда.

## Награды
- Герой Социалистического Труда — указом Президиума Верховного Совета СССР от 28 марта 1948 года
- Орден Ленина
- Орден Трудового Красного Знамени (16.11.1945)